# Belinda (luna)

Belinda  je Uranov notranji satelit. 

## Odkritje in imenovanje
Luno Belindo je odkril Stephen P. Synnott 13 januarja 1986 na posnetkih, ki jih je naredil Voyager 2. Takrat je dobila začasno oznako S/1986 U 5 
Uradno ime je  dobila po Belindi iz pesmi (The Rape of the Lock), ki jo je napisal angleški pesnik Alexander Pope (1688 – 1744).

Spada v »Porcijino skupin« lun, ki imajo podobne tirnice in fotometrične lastnosti. V to skupino spadajo še Bjanka, Kresida, Desdemona, Julija, Porcija, Rozalinda, Kupid in Perdita.
.

## Lastnosti
O luni Belindi je znana samo tirnica , premer  in albedo. Njena gostota je okoli 1,3 g/cm³, kar je manj kot gostota Zemlje. To kaže na to, da jo sestavlja v veliki meri tudi vodni led. Njena površina je zelo temna (albedo je 0,08). Težnostni pospešek na površini je komaj 0,0014 m/s². Na posnetkih Voyagerja 2 izgleda podolgovato telo z daljšo osjo vedno obrnjeno proti Uranu. Njena površina je siva.